# Wimy
Wimy ist eine französische Gemeinde mit 464 Einwohnern (Stand 1. Januar 2022) im Département Aisne in der Region Hauts-de-France; sie gehört zum Arrondissement Vervins, zum Kanton Hirson und zum Gemeindeverband Trois Rivières.

## Geografie
Die Gemeinde Wimy liegt in der Thiérache, etwa fünf Kilometer westlich von Hirson nahe der Grenze zu Belgien. Die südliche Gemeindegrenze wird von der oberen Oise markiert. Nachbargemeinden von Wimy sind Clairfontaine im Westen und Norden, Mondrepuis im Nordosten und Osten, Ohis im Südosten, Effry im Süden sowie Luzoir im Südwesten.

## Bevölkerungsentwicklung
| Jahr                       | 1962 | 1968 | 1975 | 1982 | 1990 | 1999 | 2006 | 2016 | 2022 |
| -------------------------- | ---- | ---- | ---- | ---- | ---- | ---- | ---- | ---- | ---- |
| Einwohner                  | 579  | 556  | 464  | 502  | 485  | 477  | 496  | 476  | 464  |
| Quellen: Cassini und INSEE |      |      |      |      |      |      |      |      |      |

## Sehenswürdigkeiten
Wimy besitzt eine für die Grenzregion der Thiérache typische Wehrkirche. Die mittelalterliche Kirche Saint-Martin wurde in den Jahren 1578 bis 1585 befestigt. Sie bot somit der Dorfbevölkerung Schutz vor marodierenden Söldnerbanden, die zur Zeit des Achtzigjährigen Krieges die Dörfer der französischen Grenzregion heimsuchten. Die Kirche ist als Monument historique klassifiziert.

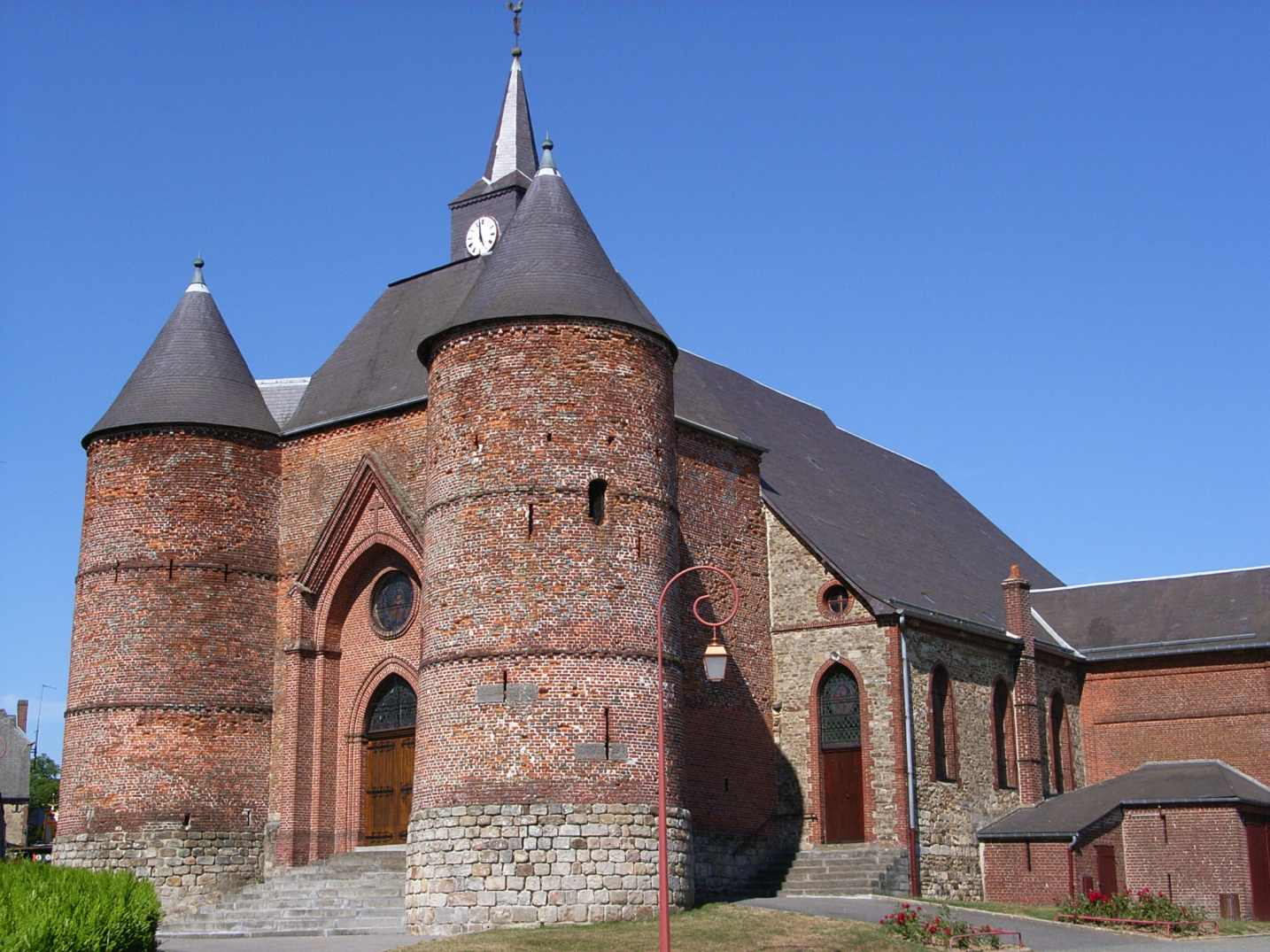
Wehrkirche Saint-Martin
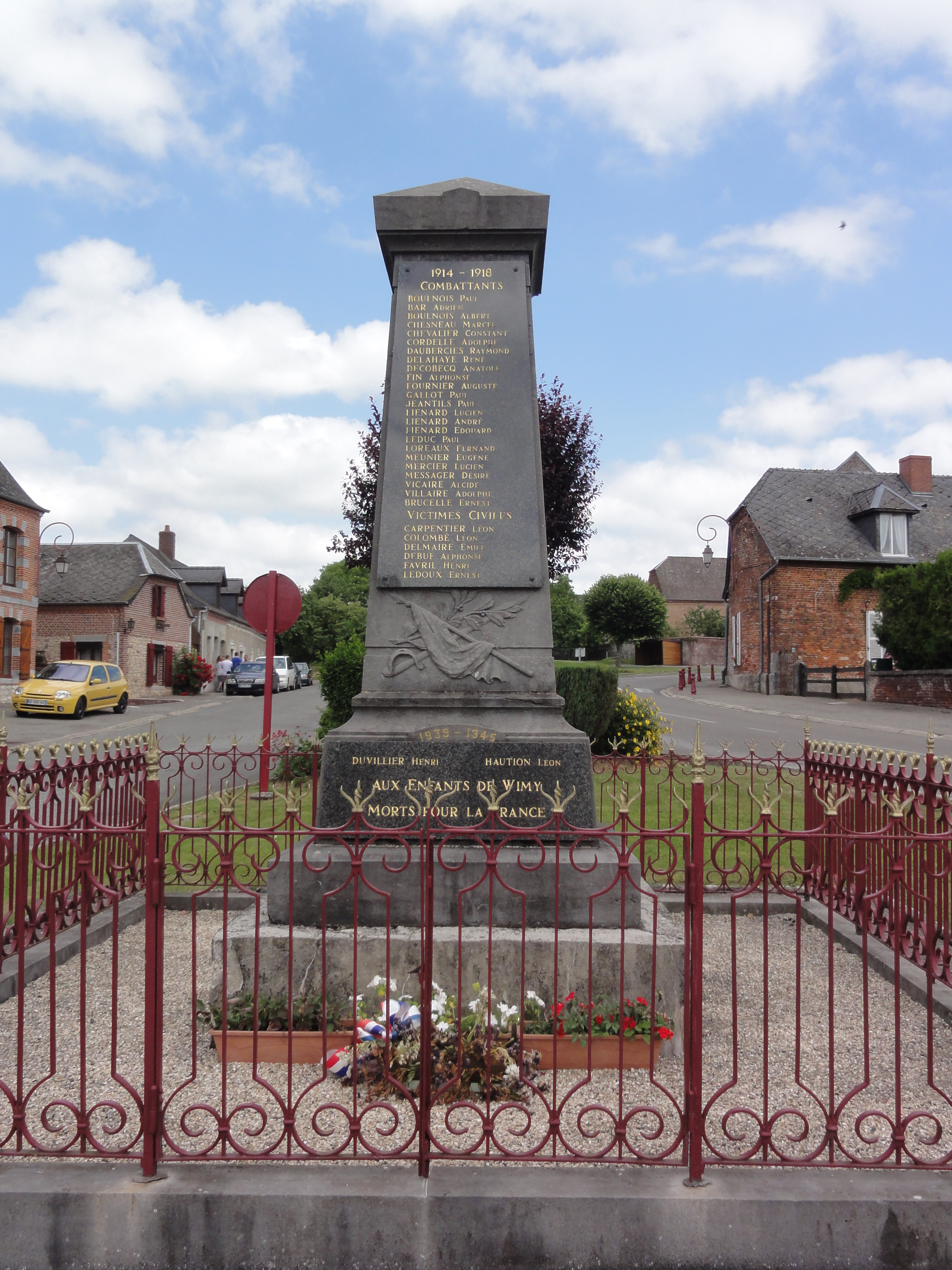
Gefallenendenkmal
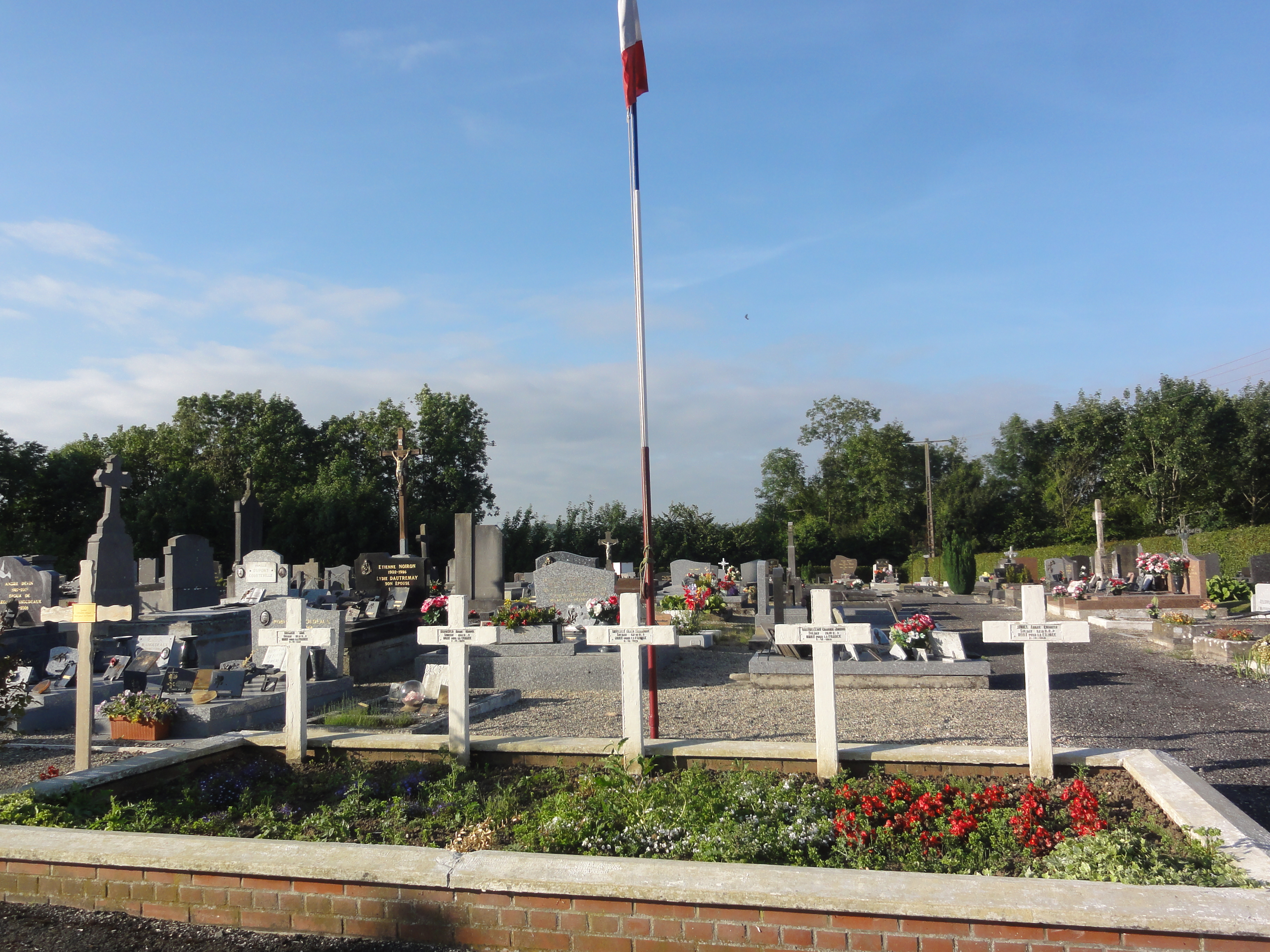
Soldatengräber auf dem kommunalen Friedhof

## Belege
1. ↑  Wehrkirche St. Martin in der Base Mérimée des französischen Kulturministeriums (französisch)